# Slobodan Lang
Pour les articles homonymes, voir Lang.
Slobodan Lang, né le 8 octobre 1945 à Zagreb et mort le 23 février 2016 dans la même ville, est un médecin croate, professeur, diplomate, député, homme politique et conseiller pour les questions humanitaires du premier président croate Franjo Tuđman.

## Biographie
Slobodan Lang est né le 8 octobre 1945 à Zagreb. Son père est un éminent professeur d'université croate, Rikard Lang, et sa mère est issue de la célèbre famille Sorkočević de Dubrovnik. Le grand-père paternel de Lang, Ignjat Lang, est président de la communauté juive de Vinkovci et sa grand-mère Terezija est femme au foyer.
En 1941, le prêtre dominicain Hijacint Bošković tente de sauver les Lang de la persécution nazie. Bošković se rend de Dubrovnik à Vinkovci avec un permis spécial qui lui permet de déplacer les Lang à Dubrovnik. Le grand-père de Lang refuse de partir, affirmant qu'il « était le président des Juifs en paix et qu'il le resterait pendant la guerre ». Les deux grands-parents de Lang sont tués à Jasenovac pendant la Shoah,,.
Lang est diplômé de l'École de médecine de l'Université de Zagreb avec une spécialité en médecine sociale[réf. nécessaire].

## Carrière
De 1986 à 1990, Slobodan Lang est membre du conseil exécutif de la ville de Zagreb et secrétaire du secrétariat de la santé. Il co-organise le convoi Libertas en 1991 pendant la guerre d'indépendance croate pour apporter une aide humanitaire à Dubrovnik, alors assiégée. En 1991, Lang organise une manifestation contre la JNA à Zagreb et une manifestation contre l'antisémitisme.
Il est président du réseau croate des villes-santé et vice-président de l'association croate de santé publique, ainsi que membre de plusieurs comités de rédaction de revues médicales, membre du comité pour les droits de l'homme et la paix[Quoi ?] de l'académie croate des arts et des sciences, membre honoraire de la Croix-Rouge croate et membre honoraire du comité croate d'Helsinki. Lang est président de l'assemblée de la Croatian-American Society. Il est l'auteur de plus de 100 articles professionnels et scientifiques, et a écrit et coécrit plusieurs livres.
Slobodan Lang est conseiller personnel du président Franjo Tuđman sur les questions humanitaires de 1993 à 2000. Il est membre de la communauté juive de Zagreb. Le 12 février 2010, il est grièvement blessé dans un accident de voiture, mais il se remet de ses blessures.
En 2012, Lang critique les déclarations du président croate Ivo Josipović lorsque ce dernier s'adresse à la Knesset israélienne en février 2012 et s'excuse pour les crimes commis contre les Juifs en Croatie pendant la Seconde Guerre mondiale. Lang accuse Josipović d'antisémitisme de gauche et d'avoir insulté les Croates, les Juifs et Franjo Tuđman pour ne pas avoir reconnu les crimes communistes de la République fédérative socialiste de Yougoslavie contre les Croates et les Juifs.
« Josipović a parlé à la Knesset sans vérité, sans justice, sans responsabilité et sans bien pour la Croatie, Israël et le monde. Le président Ivo Josipović était censé prononcer un discours en Israël sur les deux petites nations qui ont montré qu'il n'y a pas de petites nations. Les membres de la Knesset auraient dû entendre parler de la fierté des Croates par l'homme que le peuple croate a chargé de parler de la vérité et du bien, de présenter l'expérience croate de la souffrance, des procès, des persécutions et des calomnies, dans le but d'efforts conjoints pour le bien de nos peuples et pour le bien de l'humanité tout entière ».